# 第二届超级碗
第二届超级碗（Super Bowl II），即第二届AFL-NFL世界冠军赛（AFL-NFL World Championship Game），由美国橄榄球联盟（AFL）冠军奥克兰突袭者队对阵国家橄榄球联盟（NFL）冠军绿湾包装工队。比赛于1968年1月14日在迈阿密的橙色碗体育场（Orange Stadium）举行。
最终，绿湾包装工队以33-14战胜奥克兰突袭者队，第二次夺得超级碗冠军。四分卫巴特·斯达尔（Bart Starr）获得最有价值球员称号。